# Greers Ferry, Arkansas
Greers Ferry là một thành phố thuộc quận Cleburne, tiểu bang Arkansas, Hoa Kỳ. Năm 2010, dân số của thành phố này là 891 người.

## Dân số
| Chủng tộc                          | Số lượng | Phần trăm |
| ---------------------------------- | -------- | --------- |
| Da trắng (không phải Tây Ban Nha)  | 761      | 92.69%    |
| Da đen (không phải Tây Ban Nha)    | 5        | 0.61%     |
| Người Mỹ bản địa                   | 6        | 0.73%     |
| Châu Á                             | 1        | 0.12%     |
| Hỗn chủng/Khác                     | 30       | 3.65%     |
| Người Mỹ gốc Latinh và Tây Ban Nha | 18       | 2.19%     |